# Curtiss C-46 Commando
Curtiss C-46 Commando tudi R5C je dvomotorno propelersko vojaško transportno letalo ameriškega proizvajalca Curtiss-Wright Corporation. Prototip CW-20 je bil sprva zasnovan kot potniško letalo, se je pa v času 2. svetovne vojne razvil v vojaško letalo C-46. C-46 je bil največje in najtežje dvomotorno letalo 2. svetovne vojne. Letalo je imelo med piloti več vzdevkov: "The Whale", "Curtiss Calamity", "Plumber's nightmare" in "Flying coffin".  C-46 so uporabljali paralelno s precej podobnim Douglas C-47 Skytrain. Zgradili so 3181 letal Curtiss Commando.
Predhodnik C-46 je bil prototip CW-20, ki ga je leta 1937 zasnoval George A. Page Jr. - glavni inženir podjetja Curtiss-Wright.CW-20 in C-46 sta imela t. i. trup v obliki številke "8". Poganjala sta ga dva bencinska zvezdasta motorja. Lahko je prevažal do 40 vojakov ali 6800 kilogramov tovora.

## Specifikacije(C-46A)
Podatki iz Curtiss Aircraft 1907–1946
Splošne karakteristike
- Posadka: 4
- Število sedežev: **40 vojakov ali
  - 30 medicinskih nosil ali
  - 15.000 lb (6.800 kg) tovora
- Dolžina: 76 ft 4 in (23,27 m)
- Razpon kril: 108 ft 0 in (32,91 m)
- Višina: 21 ft 9 in (6,62 m)
- Površina kril: 1360 ft2 (126,3 m2)
- Teža praznega letala: 30669 lb (14700 kg)
- Maks. vzletna teža: 45000 lb (20412 kg)
- Pogon letala: 2 ×  18-valjni dvovrstni bencinski zvezdasti motor Pratt & Whitney R-2800-51, 2000 KM (1492 kW)  vsak

 Zmogljivost 
- Maks. hitrost: 270 mph (235 vozlov, 435 km/h) na 15.000 ft (4.600 m)
- Potovalna hitrost: 173 mph (150 vozlov, 278 km/h)
- Doseg: 3150 milj (2739 nmi, 5069 km pri 173 mph (278 km/h))
- Višina leta: 24500 ft (7468 m)
- Hitrost vzpenjanja: 1175 ft/min (6,0 m/s)